# Fensterblätter
Die Fensterblätter (Monstera) sind eine Pflanzengattung in der Familie der Aronstabgewächse (Araceae). Sie sind in der Neotropis verbreitet. Vom Menschen werden einige Arten als Zier- und Nahrungspflanzen genutzt.
In Deutschland zählt Monstera (insbesondere die pflegeleichte Monstera deliciosa) zu den beliebtesten Zimmerpflanzen.

## Beschreibung

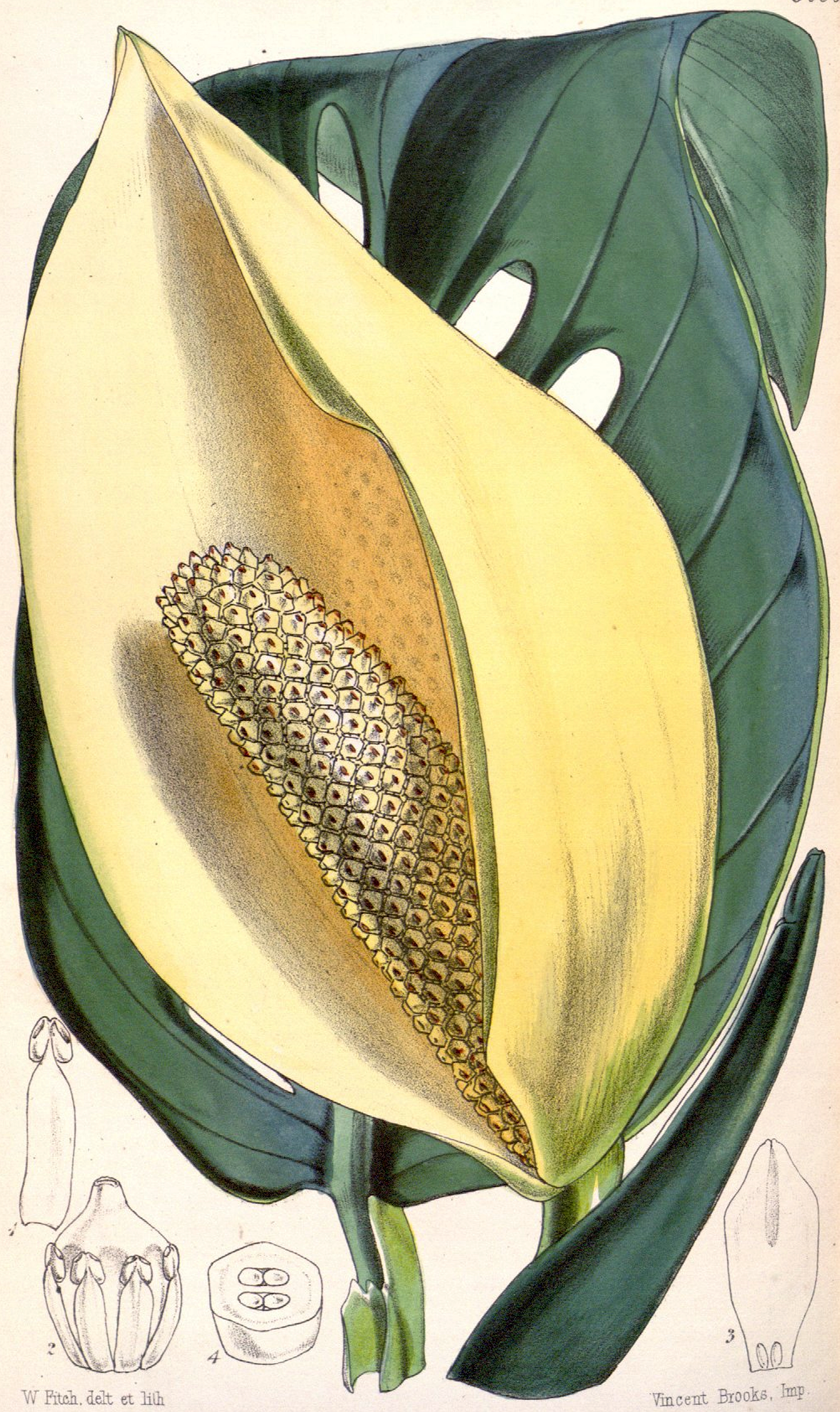
Illustration von Monstera adansonii

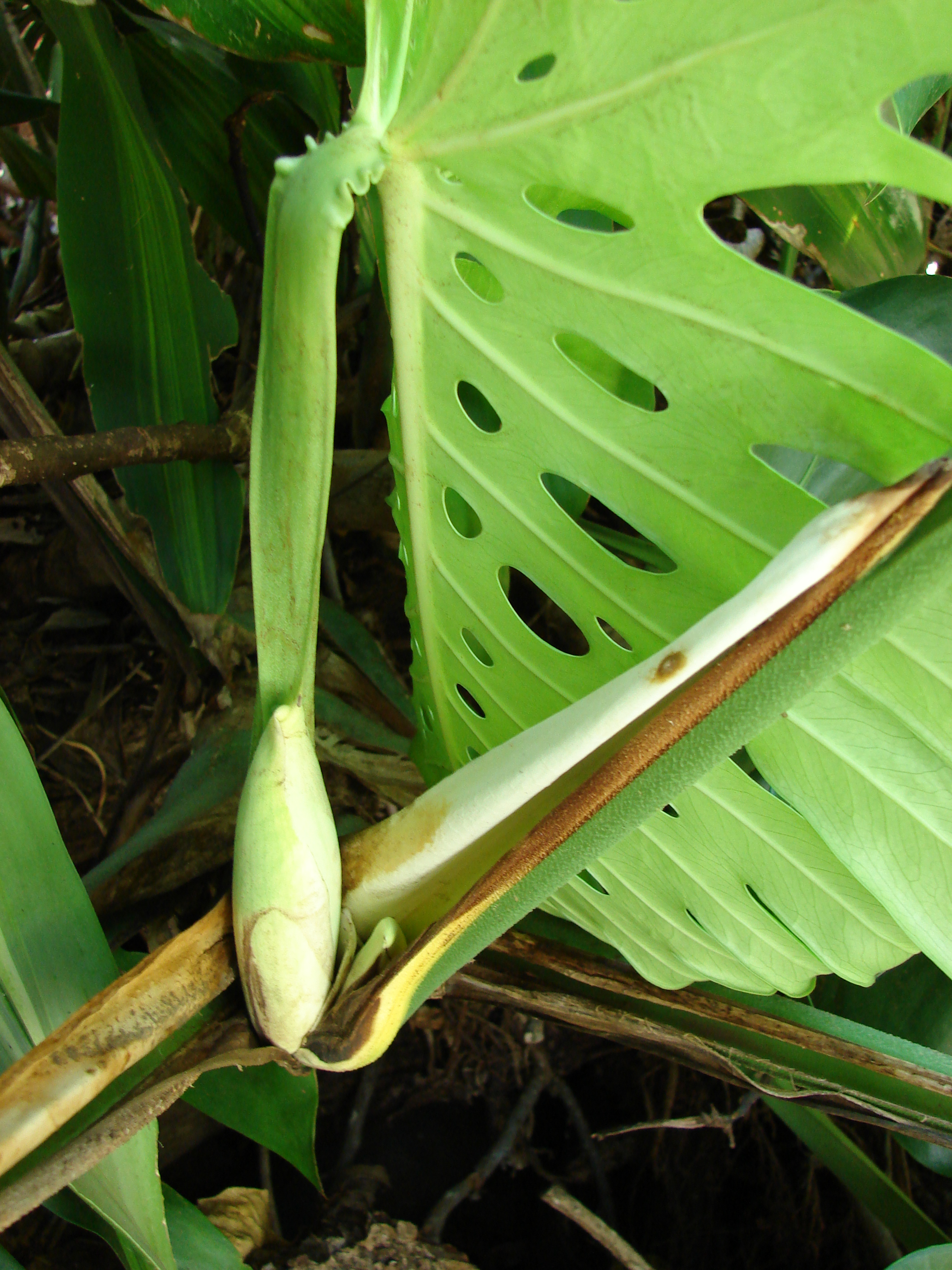
Laubblatt mit geknietem Blattstiel von Monstera deliciosa

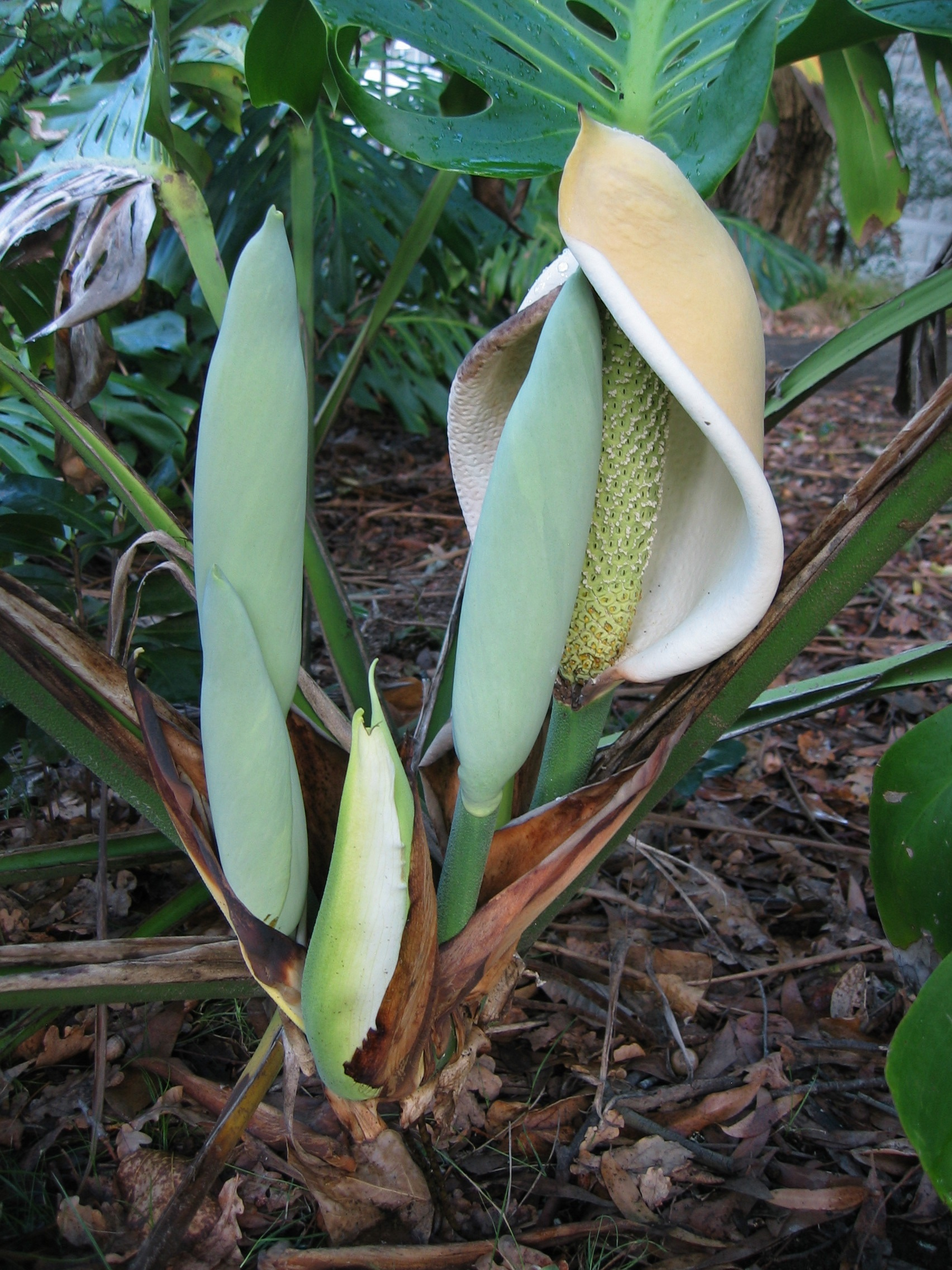
Blütenstände mit geschlossener und offener Spatha von Monstera deliciosa, es sind auch die Cataphylle unterhalb der Blütenstandschäfte zu erkennen

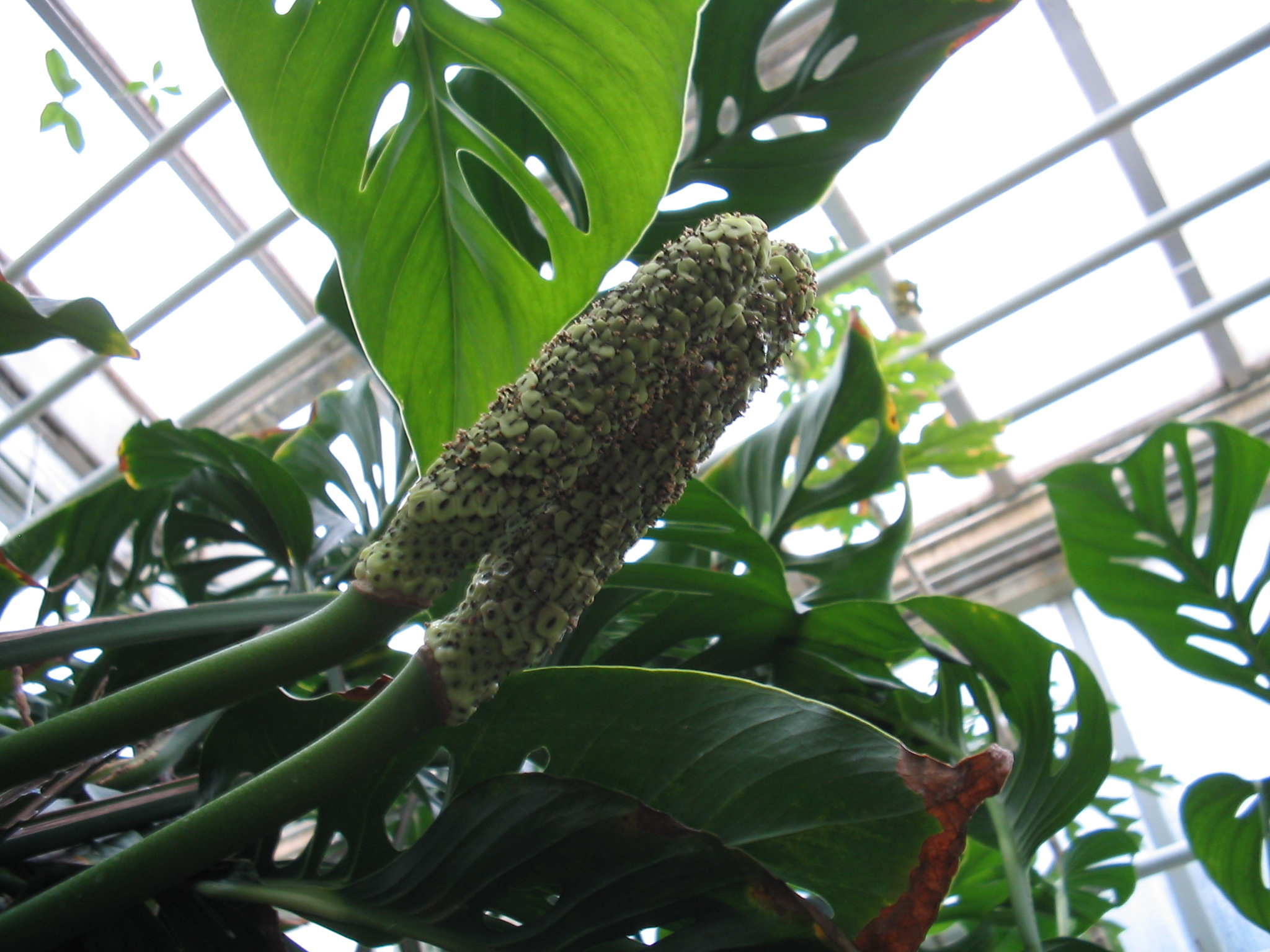
Junge Fruchtstände von Monstera adansonii

### Erscheinungsbild und Blätter
Jugend- und Altersformen unterscheiden sich vegetativ oft deutlich. Bei den Monstera-Arten handelt es sich um kletternde immergrüne, ausdauernde krautige Pflanzen. Sie wachsen terrestrisch, lithophytisch bis hemi-epiphytisch. Am häufigsten handelt es sich um Hemi-Epiphyten, dabei keimen die Samen am Waldboden. Lange, beschuppte Ausläufer kriechen über den Waldboden; sobald ein Baum erreicht ist, entwickeln sich die ersten Laubblätter und die Sprossachsen beginnen zu klettern. Dabei werden kurze Haftwurzeln und lange Luftwurzeln gebildet, der untere Pflanzenteil stirbt ab und so wird daraus ein Epiphyt. In der Kultivierung als Zimmerpflanze kann die Monstera ebenfalls als Hemi-Epiphyt fungieren, insbesondere wenn sie mit einem Moosstab unterstützt wird, der sowohl als physische Stütze als auch als Feuchtigkeitsspeicher dient. Die Sprossachsen sind nie selbständig aufrecht. Es ist kein Milchsaft vorhanden.
Die wechselständig und zweizeilig an den Sprossachsen angeordneten Laubblätter sind in Blattstiel und Blattspreite gegliedert. Bei manchen Arten liegt Heterophyllie vor, dann werden bei Jugend- und Altersformen deutlich unterschiedliche Blattformen gebildet. Die Blätter der Jugendformen einiger Arten befinden sich angedrückt an ihren Trägerbaum und ergeben ein sehr typisches Muster an den Baumstämmen im unteren Stockwerk des tropischen Waldes. Der Blattstiel ist gekniet, darin unterscheidet sie sich von anderen Gattungen. Die Blattspreiten sind einfach, gelappt bis fiederspaltig.
Blattlöcher
Bei manchen Monstera-Arten sind die Blätter zerschlitzt und löcherig; daher der deutsche Trivialname. Die Löcher in den Blattspreiten entstehen durch programmierten Zelltod (Apoptose) bereits früh in der Blattentwicklung. Dabei gehen Zellen als Gruppe gleichzeitig zugrunde. Löcherige Blattspreiten kommen nur selten auch bei Dracontium vor, bei sonst keiner weiteren Araceae-Gattung. Der Umriss der Blattspreiten kann schmal lanzettlich bis eiförmig-herzförmig sein.
Besonders weitgreifende Apoptose erfolgt in den Blättern der Gitterpflanze.

### Blütenstände und Blüten
Einzeln in den Achseln von Cataphyllen stehen die Blütenstände. Monstera-Arten besitzen die für Araceae typischen, auf Blütenstandschäften ruhenden Blütenstände, die sich aus Spatha und Spadix zusammensetzen. Das einzelne Hochblatt (Spatha) umhüllt den zylindrischen Kolben (Spadix). Die aufrechte, kahnförmige Spatha ist je nach Art weiß bis gelblich oder rosafarben und besitzt keine Verengung an ihrer Basis; während der Anthese weitet sie sich auf und verwelkt bald danach. Der Kolben ist auf ganzer Länge etwa gleich.
Die zwittrigen Blüten sind hauptsächlich fertil, nur im unteren Bereich des Kolbens sind einige steril. Blütenhüllblätter sind keine  vorhanden. Die Merkmalskombination zwittrige Blüten und Fehlen der Blütenhüllblätter kommt innerhalb der Araceae nur bei den nah verwandten Gattungen Monstera, Heteropsis, Rhodospatha und Stenospermation vor. Es sind vier freie Staubblätter vorhanden. Der zweikammerige Fruchtknoten enthält nur zwei Samenanlagen in jeder Fruchtknotenkammer an der Basis einer zentralwinkelständigen Plazenta. Der verdickte Griffel ist etwa so lang wie der Fruchtknoten und endet in einer linealen bis kopfigen Narbe.

### Fruchtstand, Frucht und Samen
Es wird eine Sammelfrucht gebildet. Bei den Beeren bleibt der obere Bereich auch bei Reife geschlossen und sie färben sich weißlich bis orangefarben; sie enthalten ein bis drei Samen. Die bei einer Länge von 5 bis 22 Millimetern kugeligen bis länglichen Samen besitzen kein Endosperm.

## Verbreitung
Monstera-Arten sind in den tropischen Gebieten Mittelamerikas, auf Karibischen Inseln und in den tropischen Wäldern Südamerikas beheimatet. Allein in Costa Rica kommen 22 Arten vor.
Mittlerweile finden sich verwilderte Monstera-Arten auch in Florida, Asien (Malaysia, Indien), Australien und im westlichen Mittelmeerraum (Portugal, Marokko, Madeira).

## Systematik und Verbreitung
Der Gattungsname Monstera wurde 1763 durch Michel Adanson in Familles des Plantes erstveröffentlicht. Synonyme für Monstera Adans. sind Tornelia Gut. ex Schott und Serangium Wood ex Salisb. Die Gattung Monstera gehört zur Tribus Monstereae in der Unterfamilie Monsteroideae innerhalb der Familie der Araceae.
Monstera ist taxonomisch die schwierigste Gattung der Familie der Araceae. Es wurde eine Vielzahl von Namen veröffentlicht. Nur wenige morphologische Unterscheidungsmerkmale gibt es zwischen den Arten bei einer relativ hohen Variabilität innerhalb der Arten. Schwierigkeiten der Bestimmung gibt es auch, weil sich die Jugend- und Altersformen vegetativ oft deutlich unterscheiden.

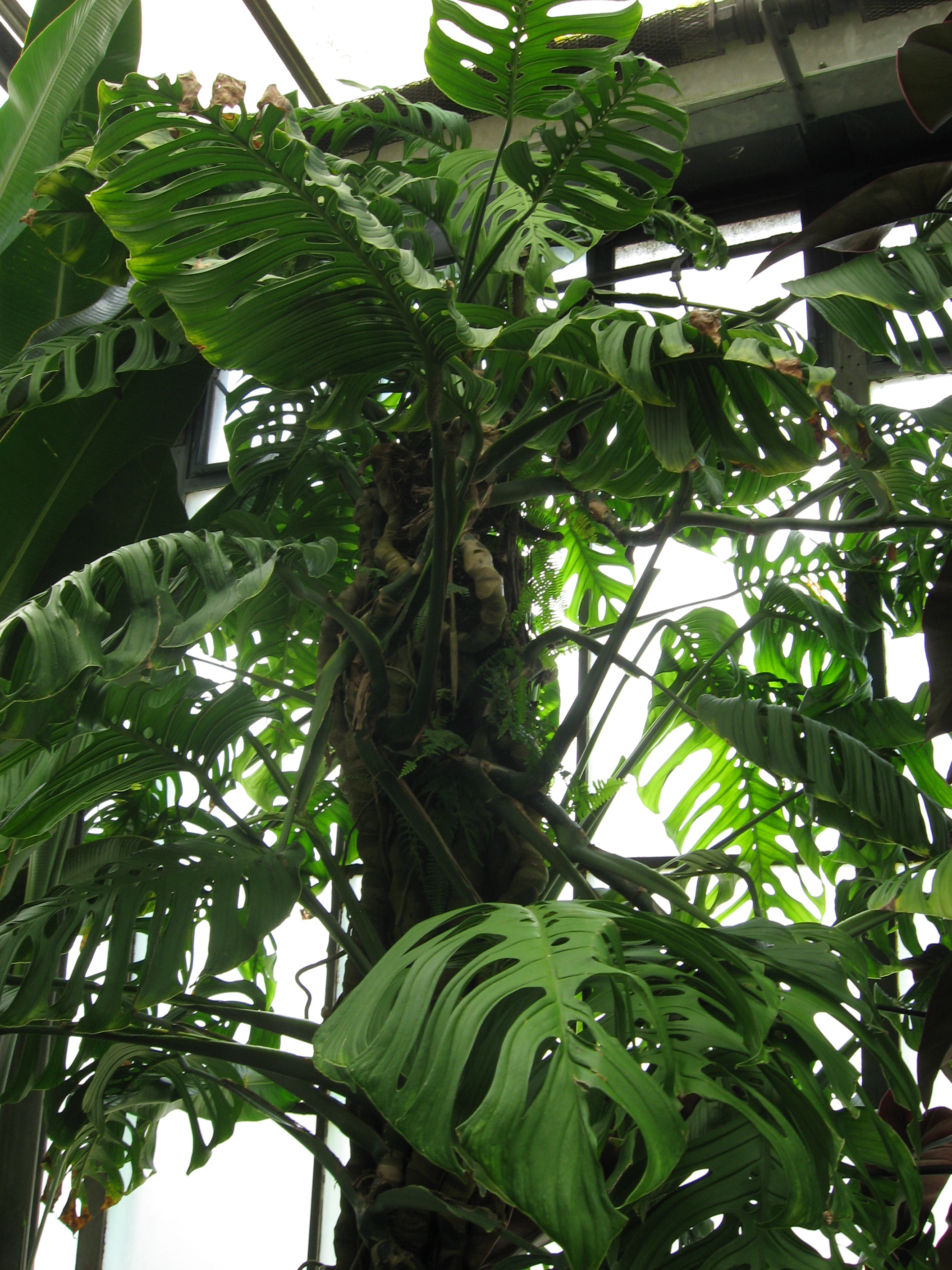
Monstera epipremnoides

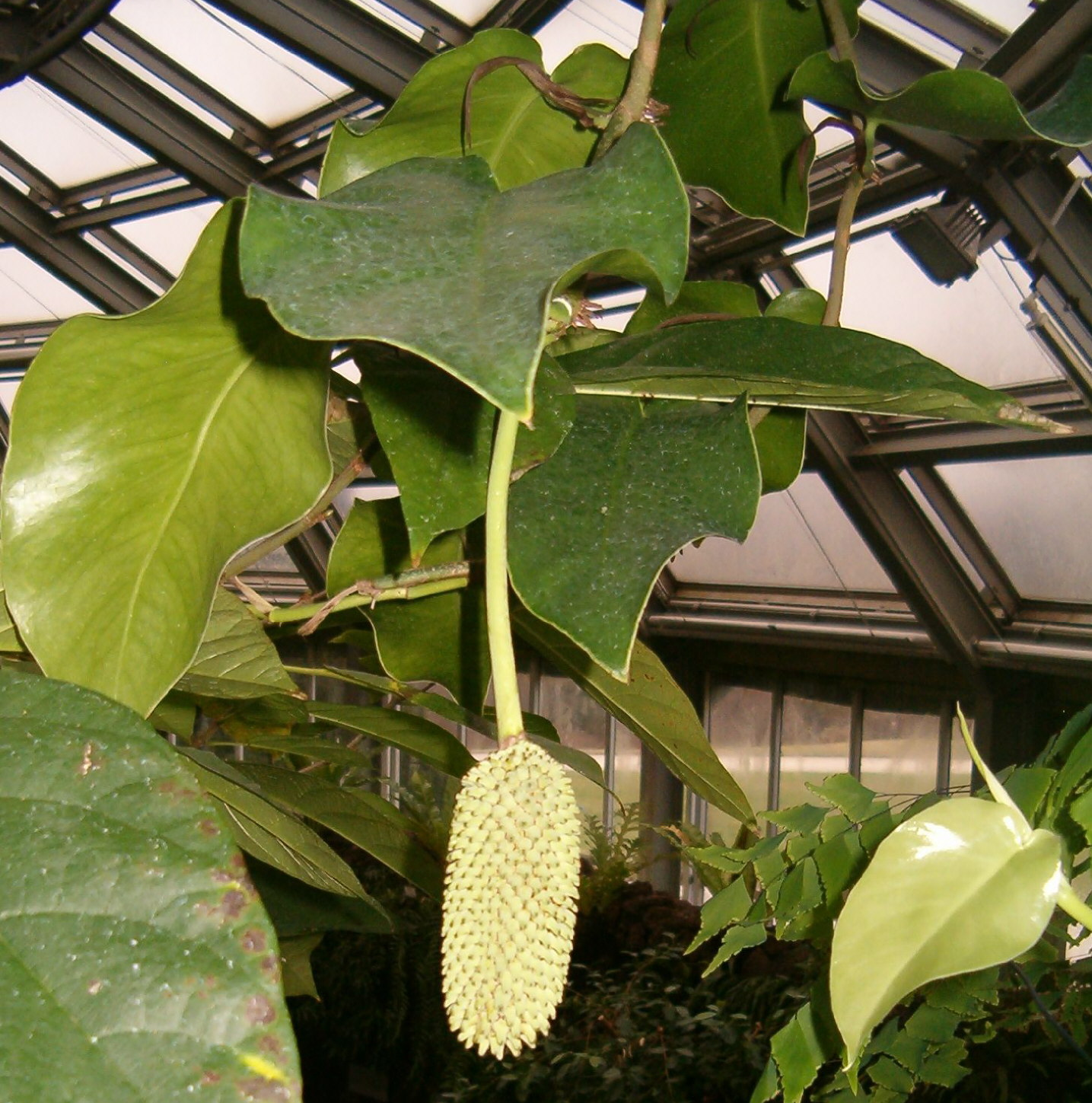
Einfache Laubblätter und junger Fruchtstand von Monstera tuberculata

Die Gattung Monstera enthält 31 bis 50 oder sogar 60 Arten (Auswahl nach Kew World Checklist of Selected Plant Families):
- Monstera acacoyaguensis Matuda: Sie ist von Mexiko über Belize bis Guatemala verbreitet.[10]
- Spitzes Fensterblatt[11] (Monstera acuminata K.Koch): Es ist in Zentralamerika verbreitet.
- Geschlitztes Fensterblatt[11] (Monstera adansonii Schott), (Syn.: Monstera pertusa (L.) de Vriese, Dracontium pertusum L., Philodendron pertusum (L.) K.Koch & C.D.Bouché[10]): Es ist von Zentralamerika bis ins tropische Südamerika verbreitet.
- Monstera amargalensis Croat & M.M.Mora: Sie ist in Kolumbien verbreitet.[10]
- Monstera aureopinnata Croat: Sie ist im nördlichen Peru verbreitet.[10]
- Monstera barrieri Croat, Moonen & Poncy: Sie ist in Französisch-Guyana verbreitet.[10]
- Monstera boliviana Rusby: Sie kommt in Bolivien und in Peru vor.[10]
- Monstera buseyi Croat & Grayum: Sie ist von Costa Rica bis Panama verbreitet.[10]
- Monstera cenepensis Croat: Sie ist im nördlichen Peru verbreitet.[10]
- Monstera costaricensis (Engl. & K.Krause) Croat & Grayum: Sie ist in Costa Rica verbreitet.[10]
- Köstliches Fensterblatt oder Großes Fensterblatt[11] (Monstera deliciosa Liebm., Syn.: Monstera lennea C.Koch): Es ist in Mexiko verbreitet.
- Monstera dissecta (Schott) Croat & Grayum: Sie ist in der Neotropis verbreitet.[10]
- Monstera dubia (Kunth) Engl. & K.Krause: Sie ist in der Neotropis verbreitet.[10]
- Monstera egregia Schott: Sie kommt in Mexiko und Belize vor.[10]
- Monstera epipremnoides Engl.: Sie ist in Costa Rica verbreitet.[10]
- Monstera filamentosa Croat & Grayum: Sie ist von Costa Rica bis Kolumbien verbreitet.[10]
- Monstera florescanoana Croat, T.Krömer & Acebey: Sie kommt nur im mexikanischen Bundesstaat Veracruz vor.[10]
- Monstera glaucescens Croat & Grayum: Sie ist von Nicaragua bis Panama verbreitet.[10]
- Monstera gracilis Engl.: Sie ist von Venezuela bis Peru verbreitet.[10]
- Monstera integrifolia Zuluaga & Croat: Die 2018 erstbeschriebene Art kommt in Costa Rica und Panama vor.[10]
- Monstera kessleri Croat: Sie ist in Bolivien verbreitet.[10]
- Monstera lechleriana Schott: Sie ist von Mexiko bis Venezuela und Bolivien verbreitet.[10]
- Monstera lentii Croat & Grayum: Sie ist von Costa Rica bis Panama verbreitet.[10]
- Monstera limitaris M.Cedeño: Die 2018 erstbeschriebene Art kommt in Costa Rica und Panama vor.[10]
- Monstera luteynii Madison: Sie ist in Costa Rica verbreitet.[10]
- Monstera maderaverde Grayum & Karney: Sie ist in Honduras verbreitet.[10]
- Monstera membranacea Madison: Sie ist von Costa Rica bis Panama verbreitet.[10]
- Monstera minima Madison: Sie ist von Panama bis Kolumbien verbreitet.[10]
- Monstera molinae Croat & Grayum: Sie ist von Costa Rica bis Panama verbreitet.[10]
- Löchriges Fensterblatt[11] (Monstera obliqua (Miq.) Walp., Syn. Monstera expilata Schott): Es ist im tropischen Südamerika verbreitet.
- Monstera oreophila Madison: Sie ist von Costa Rica bis Panama verbreitet.[10]
- Monstera pinnatipartita Schott: Sie ist in der Neotropis verbreitet.[10]
- Monstera pittieri Engl.: Sie ist von Costa Rica bis Kolumbien verbreitet.[10]
- Monstera planadensis Croat: Sie ist in Kolumbien verbreitet.[10]
- Monstera praetermissa E.G.Gonç. & Temponi: Sie ist in Brasilien verbreitet.[10]
- Monstera punctulata (Schott) Schott ex Engl.: Sie ist von Mexiko bis Zentralamerika verbreitet.[10]
- Monstera siltepecana Matuda: Sie ist von Mexiko bis Zentralamerika verbreitet.[10]
- Monstera spruceana (Schott) Engl.: Sie ist in der Neotropis verbreitet.[10]
- Monstera standleyana G.S.Bunting: Sie ist in Zentralamerika verbreitet.[10]
- Monstera subpinnata (Schott) Engl.: Sie ist von Ecuador bis Bolivien verbreitet.[10]
- Monstera tenuis C.Koch: Sie ist von Nicaragua bis Panama verbreitet.[10]
- Monstera tuberculata Lundell: Sie ist von Mexiko bis Zentralamerika verbreitet.[10]
- Monstera vasquezii Croat: Sie ist im nördlichen Peru verbreitet.[10]
- Monstera xanthospatha Madison: Sie ist in Kolumbien verbreitet.[10]

## Nutzung
Die ersten Monstera-Exemplare gelangten Anfang des 19. Jahrhunderts aus Mexiko nach Europa; es handelte sich um Monstera deliciosa. In europäischen Gärtnereien werden sie seit 1848 kultiviert. Das Köstliche Fensterblatt (Monstera deliciosa) ist als Zimmerpflanze oder als Zierpflanze in tropischen Parks und Gärten sehr verbreitet, daneben werden auch andere Arten als Zierpflanze verwendet.
Die Früchte von Monstera deliciosa sind – wie das Artepitheton bereits andeutet – essbar und werden in einigen Ländern zu recht hohen Preisen auf Märkten verkauft.